# Спрингфилд Индианс
«Спрингфилд Индианс» (англ. Springfield Indians) — профессиональная хоккейная команда, которая первоначально базировалась в Уэст-Спрингфилде, штат Массачусетс, а затем в Спрингфилде, штат Массачусетс.
Первоначально «Индианс» были членами-основателями Американской хоккейной лиги. Они просуществовали в общей сложности 60 сезонов с 1926 по 1994 год, с тремя перерывами. У «Индианс» было два коротких перерыва — с 1933 по 1935 год и с 1942 по 1946 год. С 1951 по 1954 год команда была известна как «Сиракьюз Уорриорз», а с 1967 по 1975 год носила название «Спрингфилд Кингз». «Индианс» выиграли семь чемпионатов Кубка Колдера: шесть - как «Индианс» (в 1960, 1961, 1962, 1975, 1990, 1991 годах); и один — как «Кингз» (в 1971 году).

## История
«Индианс» начали свою карьеру в Канадско-американской хоккейной лиге в 1926 году. Канадско-американская хоккейная лига была основана в Спрингфилде, и «Индианс» стали одной из пяти первых франшиз. Команда была названа в честь компании Indian Motorcycle Company, штаб-квартира которой в то время находилась в Спрингфилде. В то время командой руководил Лестер Патрик и клуб Национальной хоккейной лиги «Нью-Йорк Рейнджерс», а будущие звёзды НХЛ, такие как Чарли Рэйнер, Эрл Зайберт, Сесил Диллон и Отт Хеллер, начинали свой путь в форме «Спрингфилда». До сезона 1932-33 «Индианс» выступали в Лиге Кан-Ам, но были вынуждены прекратить свою деятельность через тринадцать игр после начала сезона.
В 1935-36 годах Люсьен Гарно перевёл свою франшизу «Квебек Биверс» в Спрингфилд, возродив название «Индианс»; теперь команда была связана с «Монреаль Канадиенс» из НХЛ.
Великая депрессия привела к сокращениям по всему миру, и Кан-Ам объединилась с Международной хоккейной лигой в Международно-американскую хоккейную лигу, которая в 1941 году сменила название на Американскую хоккейную лигу, потеряв последние канадские франшизы.

## Аффилированные клубы
Аффилированные клубы за всё время:
«Нью-Йорк Американс», «Нью-Йорк Рейнджерс», «Хартфорд Уэйлерз», «Нью-Йорк Айлендерс», «Лос Анджелес Кингз», «Бостон Брюинз», «Чикаго Блэк Хокс», «Миннесота Норт Старз».